# Kembangan (Dżakarta Zachodnia)
Kembangan – dzielnica oraz centrum administracyjne Dżakarty Zachodniej. 

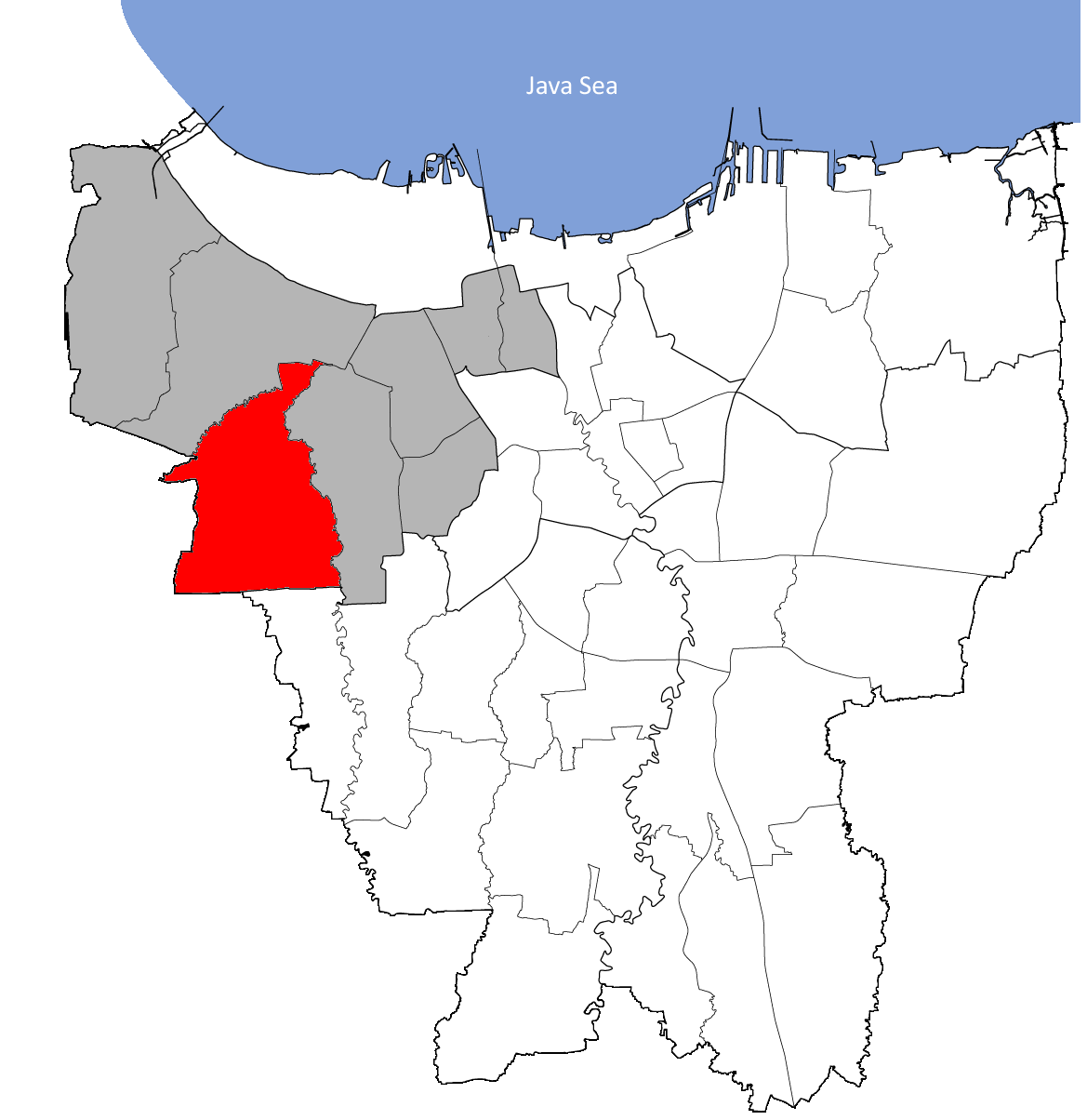
Położenie dzielnicy na mapie Dżakarty

## Podział
W skład dzielnicy wchodzi sześć gmin (kelurahan):
- Kembangan Utara – kod pocztowy 11610
- Kembangan Selatan – kod pocztowy 11610
- Meruya Utara – kod pocztowy 11620
- Srengseng – kod pocztowy 11630
- Joglo – kod pocztowy 11640
- Meruya Selatan – kod pocztowy 11650